# Decoupage cinematográfico
El decoupage cinematográfico, es un método de análisis fílmico que consiste en desglosar las secuencias de un filme en planos para, posteriormente, poder analizarlos con más detalle. Etimológicamente el término decoupage proviene de la palabra francesa découper, que significa "fragmentar". El término, pero, comprende varios sentidos y, principalmente, tiene dos aplicaciones dentro del mundo audiovisual.

## Aplicaciones

### A nivel de realización
En primer lugar, el término decoupage se puede referir a la operación realizada por el director que relaciona la fase final de la elaboración del guion con la fase inicial de la puesta en escena. Esta operación divide la continuidad de la narración de un guion literario en una sucesión de planos numerados y de cambios de encuadre en estos. De este modo proporciona las indicaciones necesarias para la buena ejecución de las tomas (nombre de clasificación del plano, la angulación, la composición, la iluminación, las transiciones, etc). Es, pues, una herramienta útil para el equipo técnico que trabaja en las producciones cinematográficas.
El documento del decoupage debería de permitir a cada rama del equipo de realización y producción extraer toda la información necesaria sobre descripciones de paisajes, vestuario, cuestiones de iluminación y efectos especiales como también las indicaciones dirigidas a los actores. El documento del découpage en sí es una herramienta muy útil para los trabajadores de las producciones cinematográficas.
El documento se realiza, por lo tanto, en el período de preproducción, antes de empezar el rodaje. De esta forma, se puede predefinir en cada toma la posición de la cámara respecto la decoración, la elección de los diferentes parámetros del plano focal (longitud, altura y movimientos de la cámara, etc.) y la duración. Para el momento de rodaje se realiza, generalmente, un mapa a escala del plan donde se colocan los dibujos del storyboard y/o las miniaturas de cada fotograma clave.
No obstante, también se puede denominar decoupage al resultado de la operación contraria, cuando una vez finalizada la película se elabora este guion descriptivo que será publicado en forma de libro. Así, se consigue reproducir con letras todo un largometraje.
Muchos directores de cine han acabado publicando sus decoupages, que, en el principio, habían sido simples instrumentos de trabajo. Louis Delluc reagrupó en 1923, bajo el título de Dramas de Cinéma, el découpage, numerado plano por plano, de cuatro de sus filmes. También, se menciona a la revista francesa La Adelante-scène du cinéma que publica cada mes un decoupage. 
Es importante mencionar que siempre existe cierta diferencia entre el decoupage técnico que se desarrolla antes del rodaje y el montaje definitivo del filme. Aun así, algunos cineastas como por ejemplo Alfred Hitchcock o Henri-Georges Clouzot no acostumbran a alejarse mucho del decoupage inicial.

### A nivel académico
En segundo lugar, debido al aumento de precisión en los análisis cinematográficos, el término decoupage se puede entender también desde el ámbito académico. 
Se refiere a la separación de la película en planos y encuadres, a posteriori, en el interior de una secuencia para conseguir el máximo de detalles posibles de la misma. Un decoupage de este tipo es un instrumento indispensable para el análisis de un filme en su totalidad, sobre todo si lo que nos interesa es la narración o el montaje de este film. También se utiliza raramente para analizar otros aspectos de la película, permitiendo a veces aclarar las elecciones estilísticas y retóricas.
De este modo, el término segmentación se reserva para la división del largometraje entero en secciones más amplias, como podrían ser partes, episodios o secuencias enteras. 
Un decoupage analítico debe incluir los elementos que el analista considera relevantes para su trabajo. No hay, por lo tanto, ningún decoupage o modelo obligatorio. Se puede concebir, pero, un punto de referencia mínimo, que solo incluya el número del plano, una indicación del contenido de la imagen y la transcripción de los diálogos. Aun así, en función de las exigencias del estudio, se podrán añadir otros parámetros. La lista de continuación muestra los parámetros más utilizados en los decoupages analíticos:
1. Duración de los planos y número de fotogramas.
2. Escala de los planos, incidencia angular (horizontal y vertical), profundidad de campo, presentación de los personajes y objetos en profundidad, tipo de objetivo utilizado (focal).
3. Montaje: tipo de raccords utilizados; “puntuaciones”: fundiciones, visillos, etc.
4. Movimientos: desplazamientos de los actores en el campo, entradas y salidas de campo, y movimientos de cámara.
5. Banda sonora: diálogos, indicaciones sobre la música, efectos sonoros, escalas sonoras y naturaleza de la presa de sonido.
6. Relaciones sonido-imagen: “posición” de la fuente sonora en relación con la imagen (in/off), y sincronismo o asincronismo entre la imagen y el sonido

El decoupage basado en la sucesión de planos plantea algunos problemas prácticos y teóricos. El mayor riesgo consiste en caer en la ilusión de que el plano constituye una unidad “natural” del lenguaje cinematográfico. Por el contrario, el análisis de una película tiene que ver con unidades relacionales, abstractas, que no ocupan una superficie fílmica concreta. Hay que tener en cuenta que un decoupage plano por plano atribuye más importancia a las imágenes y que, por ejemplo, las transiciones sonoras se producen de manera diferente al “cambio de plano”. Otra dificultad evidente de este decoupage consiste en la imposibilidad de localizar con precisión el cambio de plano.
Algunos ejemplos de la dificultad en la delimitación de los planes son:
- Debido a su extrema brevedad: cómo sucede en Octubre, de S.M. Eisenstein, al final de la secuencia de la fraternización entre bolcheviques y cosacos, cuando los planos se hacen cada vez más breves.
- Debido a un movimiento de cámara: cómo Hiroshima mi amour, de Alain Resnais, donde, a principios de la película, una rápida panorámica pasa de un plano del museo de Hiroshima a un plano de un noticiario reconstruido.
- A causa de que la pantalla se quede en negro momentáneamente: cómo en las transiciones de plano a plano que se producen a La soga, de Alfred Hitchcock.
- Debido a los trucajes: el caso más simple es el de las sobreimpresiones, como las que se ven al final de El hombre de la cámara, de Dziga Vertov.

Paradójicamente, el decoupage en planos es muy difícil de utilizar en películas que presentan planos muy largos, a menudo producto de movimientos complejos de cámara, como, por ejemplo, en los filmes de Miklos Jancso; o las secuencias musicales de los filmes de Busby Berkeley o de Stanley Dan. También plantean problemas las películas construidas sobre planos largos casi fijos, como es el caso de la película Gertrud, de Carl T. Dreyer.
Este tipo de decoupage es eficaz, por lo tanto, en films que cumplen los cánones de “el estilo clásico”, de planos de media duración (de 8 a 10 segundos), unidos mediante raccords que utilizan figuras fácilmente localizables, y en función de una puesta en escena que se centra de forma alternativa e igualitaria sobre los diversos personajes. El decoupage por planos constituye, así, un instrumento interesante que permite, por ejemplo, juzgar si la copia que se dispone para analizar la película está completa y coincide con el original.
El decoupage analítico también puede ser utilizado en el estudio y análisis de audiovisuales interactivos. A partir de un decoupage interactivo, se consigue una observación detallada de todos los parámetros que conforman un producto audiovisual interactivo, ya sea su estructura, sus contenidos, las interfaces mediante las cuales se accede al mismo...